# 莎拉·梅鐸
莎拉·梅鐸（英語：Sarah Murdoch，1972年5月31日—，本姓：奧黑爾（O'Hare）），澳洲超級名模、演員及電視節目主持人，生於英國倫敦南部城鎮克羅伊登，為傳媒大亨魯柏·梅鐸的兒媳。

## 職業生涯

### 模特兒
莎拉·梅鐸就讀中學時在麥當勞書院學習芭蕾舞，當時的老師指她身材太高，無法成為職業芭蕾舞演員；而由於具備高挑身形和亮麗外貌，促使她成為各大時裝及護膚化妝品牌爭相聘用的模特兒。莎拉·梅鐸曾經為萊雅、露華濃、勞夫·羅倫、伊夫聖洛朗、雅詩蘭黛公司等拍下不少廣告，在《運動畫刊》中擔當泳裝模特兒，亦曾在各地的時裝雜誌當封面女郎。

### 電視節目主持
2006年，莎拉·梅鐸接替放產假的傑西卡·羅在第九頻道電視台的早晨節目當了4個月的主持。2009年至2011年，在《澳洲超級模特兒新秀大賽》（全美超級模特兒新秀大賽的澳洲版）中擔任主持（類似泰雅·賓絲的角色），但是因為錯誤讀出優勝者的名字，備受大眾批評。

### 電視劇及電影
在2001年愛情喜劇《神魂顛倒》及知名處境喜劇《老友記》（第七季）中都有演出機會。

## 感情生活
她在1999年與傳媒大亨魯柏·梅鐸之子拉克蘭·梅鐸結婚，二人育有兩子一女。